# Qnap
Qnap (Quality Network Appliance Provider) Systems, Inc. (o Qnap) è un produttore di dispositivi informatici con sede a Taiwan, specializzato in soluzioni di archiviazione di rete (NAS) per privati e imprese.

## Prodotti

### Serie Qback
- Qback-25 (per hard disk IDE)
- Qback-25S (versione per hard disk Sata di Qback-25)
- Qback-35S (per hard disk Sata)

## Serie TurboStation
- TS-109, TS-100 e TS-101, contenenti solo un disco fisso
- TS-209 e TS-201, contenenti due dischi fissi
- TS-409, TS-409U, TS-401T, TS-411U e WS-411U, contenenti 4 dischi fissi

### Serie TS-x09
- TS-109
- TS-209
- TS-409

### Serie TS-x09 II
- TS-409
- TS-409 Pro

### Serie TS-xx1
- TS-101
- TS-201
- TS-401T, TS-411U, WS-411U